# Guerra da Trindade (DC Comics)
"Guerra da Trindade (2013)" (Trinity War, 2013) é uma saga de histórias em quadrinhos em 11 edições publicada originalmente nos Estados Unidos em 2013 pela DC Comics, envolve todos os super-heróis da três Ligas da Editora das Lendas, a saber, Liga da Justiça, Liga da Justiça da América (LJA)  e Liga da Justiça Sombria. O arco envolve vários títulos, incluindo: Liga da Justiça (Justice League), Liga da Justiça da América (Justice League of America), Liga da Justiça Sombria (Justice League Dark), Constantiine, Trindade do Pecado: Pandora (Trinity of Sin: Pandora) e Trindade do Pecado: Vingador Fantasma (Trinity of Sin: The Phanton Stranger). A história de ficção é uma mistura de mistério e ação, num grande confronto entre a Liga da Justiça, Liga da Justiça da América e a Liga da Justiça Sombria, a fim de descobrir o mistério por trás da Caixa de Pandora. O evento também apresenta o Sindicato do Crime e revela a Terra-3 para Os Novos 52!.
A história principal recebeu críticas positivas, o ponto negativo ficou por conta de não ter uma verdadeira conclusão, pois, a história tem sequência e conclusão na saga seguinte: "Vilania Eterna"; os títulos tie-in (histórias ligadas a principal) receberam críticas mistas. Todos os títulos envolvidos na história principal foram coletados e lançados em um encadernado especial intitulado Liga da Justiça: Guerra da Trindade (Justice League: Trinity War), ainda inédito no Brasil.

## História
Tudo começa na Macedônia antiga, a cerca de 8.000 a.C., quando a então jovem Pandora encontra uma caixa em formato de crânio humano e sem querer acaba abrindo a mesma, libertando assim os Sete Pecados (Cobiça, Gula, Inveja, Ira, Luxúria, Orgulho e Preguiça) no mundo. Por conta disso, ela é punida pelo Conselho dos Magos na Pedra da Eternidade, com a imortalidade para vagar pelo mundo e testemunhar a ruína que ela trouxe. Pandora começa então suas viagens, treinando suas habilidades para tentar destruir os Sete Pecados capitais. Nos dias atuais, um dos Magos que a condenou, explica que para aprisionar os Sete Pecados ela precisa obter o grande poder da Caixa, só que para isso somente alguém com o coração mais puro ou o mais sombrio poderá abrir a Caixa.
Uma mulher loira procura Madame Xanadu, ao tocar nela, a cartomante tem uma visão das consequências de uma grande guerra e um palavra que define tudo: Trindade. Ao perceber o grande mal que virá, grita que sabe o que a Trindade pretende e que eles estão vindo e alguns já estão aqui. Antes que possa avisar a Liga da Justiça, é sequestrada pela loira, que na verdade era Plastique da Sociedade Secreta dos Supervilões. Amanda Waller recruta, por seu conhecimento meta-humano, o Dr. Arthur Light (Doutor Luz) que une-se a equipe na ânsia de encontrar a cura pra seus poderes, e o incube da tarefa de combater o Nuclear. Para forçá-lo a aderir a essa missão, Waller ameaça enviar o Caçador de Marte à casa do Doutor Luz para limpá-lo da memória da sua esposa. Cyborg e Batman discutem sobre problemas nos protocolos de segurança da Batcaverna e da Torre de Vigilância. Enquanto Atômica, que está infiltrada na Liga da Justiça para Amanda Waller, encontra um jogo de xadrez da Liga da Justiça com a peça do Superman faltando. Pandora enfim encontra o Superman e pede-lhe para ajudá-la a abrir a Caixa de Pandora. Apesar da descrença, ele concorda, assim que toca a Caixa ele é possuído por um poder maligno. Mulher-Maravilha e Pandora conseguem derrubar a Caixa e Superman volta aparentemente ao normal e Pandora escapa com a Caixa. Shazam, após derrotar seu inimigo Adão Negro, viaja pra Kahndaq para jogar as cinzas do vilão na sua terra natal sem se dar conta do incidente diplomático que está causando, e acaba atacado pelo exército local. Superman e o resto da Liga da Justiça tentam pará-lo, e tudo acaba em um grande confronto. Amanda Waller decide que é a oportunidade perfeita para a Liga da Justiça da América (LJA) conter a Liga da Justiça e envia sua equipe para o local. Durante a confusão, Superman aparentemente assassina o novo recruta da LJA, o Doutor Luz. Então começa uma briga entre as duas Ligas.
Questão se pergunta quem está por trás disso tudo. Voltando a luta entre as Ligas, o Caçador de Marte ao varrer a mente do Superman nota que alguém envenenou a cabeça do Superman enquanto Vibro sente algo que não é desse mundo. Superman derruba a todos terminando a luta e se entrega a A.R.G.U.S.. A Mulher-Maravilha, acreditando que a Caixa de Pandora é a responsável pelas ações do Superman, vai atrás de Hefesto em busca de respostas sobre a Caixa. Ao usar o Laço da Verdade em Hefesto, descobre que ele não a forjou e nem sabe de onde veio, nem mesmo o próprio Zeus, e que Zeus e os outros deuses usaram Pandora para abrir a Caixa, porque até eles estavam assustados com a Caixa. Ela vai em busca da Liga da Justiça Sombria e diz que precisa da ajuda deles. Na sede da A.R.G.U.S., Questão disfarçado de Steven Trevor entra na cela do Superman e o liberta.
Questão diz a ele que tem provas que indicam que o Doutor Psycho estava em Kahndaq quando o Doutor Luz foi morto. Superman, que está fisicamente enfraquecido e lutando para controlar seus poderes, sai da base da A.R.G.U.S. junto com Questão e outros heróis que aderiram a sua causa para procurar o Doutor Psycho. Quando enfim encontram o Doutor Psycho descobrem que, apesar de estar presente, ele não era responsável pelo que aconteceu em Kahndaq. Enquanto isso, Pandora tenta convencer Vandal Savage a abrir a caixa, mas ele também não consegue.
Em um local desconhecido, Madame Xanadu, vidente e mística, conversa com o mandante do seu sequestro. Na A.R.G.U.S., Nuclear continua tentando criar Kryptonita a mando de Amanda Waller e Cyborg examina o corpo do Doutor Luz, quando de repente surge o Vingador Fantasma para avisar que a Mulher Maravilha está em Nova York para recrutar a Liga da Justiça Sombria afim localizar Pandora, e se tiver sucesso será a morte de todos. Vingador Fantasma, Batman e os membros da Liga da Justiça e da LJA tentam parar a Mulher Maravilha e a Liga da Justiça Sombria na Casa de Mistérios de John Constantine. Na Casa de Mistérios, A Mulher Maravilha usa o Laço da Verdade no Vingador Fantasma e ele admite que não sabe o que causou aquilo no Superman.
Batman consegue convencer o relutante Vingador Fantasma, Desafiador e Katana a irem ao Pós-Vida e interrogarem o Doutor Luz. Quando Batman faz perguntas ao Doutor Luz fica claro ao grupo que ele não se lembra de nada sobre sua morte. Doutor Luz dá um pedaço de sua alma ao Vingador para que ele possa dar a sua família como um presente de despedida. Quando o grupo vai sair, Zauriel aparece, libera Batman, Desafiador e Katana do Pós-Vida, e cumpre a promessa que fez de apagar o Vingador Fantasma da existência caso ele retornasse ao Pós-Vida.

Mulher-Maravilha e sua equipe rastreiam Pandora na prisão onde Lex Luthor está. Pandora se aproxima de Luthor, esperando que ele possa abrir a Caixa. Antes que ela possa dar a ele, Mulher-Maravilha e sua equipe chegam para recuperar a Caixa. Ao tocar a Caixa, Mulher-Maravilha é aparentemente possuída da mesma forma que o Superman.

John Constantine convence Shazam a sair da confusão que se formou na Casa dos Mistérios para enganá-lo e roubar seus poderes. Constantine usa um pequeno artefato de ritual para trocar as vozes com Billy e roubar assim seus poderes. Quando é atacado por um agente da Chama Fria, Constantine usa o poder de Shazam, mas é incapaz de controlá-lo. Billy Batson distrai o agente, dando tempo a Constantine para matá-lo, e Billy destrói o artefato e recupera seu poder. Constantine adverte Billy para não tocar a Caixa de Pandora, Shazam deixa Constantine e retorna ao grupo.

Ao chegar, Shazam vê o efeito que a Caixa teve na Mulher-Maravilha e acaba pegando na Caixa; ao tocá-la, o contato resultante corrompe ele também, dando-lhe uma aparência semelhante ao Adão Negro e causando uma enorme onda através dos planos mágicos.
Durante o conflito, Constantine chega, pega a Caixa, e transporta-se com Zatanna para o Templo de Hefesto. Lá, eles acham Madame Xanadu trancada em uma sala secreta. Madame Xanadu diz a eles que Pandora estava errada, que a Caixa não é uma prisão, e sim um portal. Superman, Mulher-Maravilha e os outros membros da Liga da Justiça, LJA e Liga da Justiça Sombria chegam ao templo. Constantine, ainda em posse da Caixa, percebe que a Caixa está permitindo que pensamentos malignos percorra a mente de todos, e uma grande luta ocorre entre os heróis pela posse da Caixa.

Ao passar o efeito da Caixa, Nuclear diz a todos que o Superman está infectado com Kryptonita. Mulher Elementar entra na corrente sanguínea do Superman e encontra uma pequena lasca de Kryptonita em seu cérebro. Átomo então diz a todos que ela colocou lá em Kahndaq, e que é isso que tem causado a doença de Superman e a perda de controle de seus poderes. O Renegado então sai das sombras para pegar a Caixa. Ele diz aos heróis que a Caixa não é mágica, e foi criada pela ciência de seu mundo natal e só pode ser aberta por alguém de lá. Ele explica que a Caixa abre uma portal de entrada para seu mundo natal, e que ele e Átomo chegaram após o enfraquecimento das barreiras entre os universos resultantes da batalha da Liga da Justiça com Darkseid.
O Renegado usa a Caixa de Pandora para abrir um portal para sua terra natal, a Terra-3, quebrando a caixa no processo. Uma versão da Liga da Justiça da Terra-3 então surge - Ultraman, Super-Mulher, Coruja, Relâmpago, Anel Energético, Morte Nuclear e Rei dos Mares, que não sobrevive a viagem e cai morto. Átomo junta-se ao grupo, chamada agora de Atômica, revelando que ela tinha chegado na Terra-0, juntamente com o Renegado, que é revelado como o Alfred Pennyworth da Terra-3. As próteses mecânicas do Cyborg separam-se de seu corpo biológico formando um robô chamado Rede, um vírus de computador senciente. Junto com o Sindicato do Crime vem um prisioneiro da Terra-3 cuja identidade não é revelada. O Sindicato de Crime reivindica o planeta para si, e ataca as três Ligas da Justiça enfraquecidas.

## Consequências
O evento final da "Guerra da Trindade" nos leva diretamente para a minissérie "Vilania Eterna" da DC, bem como para a criação de novos títulos de Os Novos 52. Trinity of Sin: The Phantom Stranger #11 teve grandes repercussões para o Vingador Fantasma, e plantou as sementes para um novo arco de história em Trinity of Sin: The Phantom Stranger #14, mais tarde revelado como "Forever Evil: Blight". Na San Diego Comic-Con 2013, Johns e Lemire disseram que os eventos de "Guerra da Trindade" afetaria muitos dos títulos da DC, não somente os da Liga da Justiça.

## Nome
O nome do crossover trouxe a especulação do que realmente "Trindade" representava. Em 2012 no especial Free Comic Book Day, Pandora, Vingador Fantasma e Questão foram apelidados de Trindade do Pecado. No que diz respeito ao nome, Geoff Johns afirmou que havia "um pouco de um mistério" em torno dele dizendo: "É sobre a Trindade do Pecado? A trindade das Ligas? É sobre o Batman, Superman e Mulher-Maravilha? O que realmente significa "trindade"? O que é isso tudo? Isso é algo que a história explora." Em Justice League #23 é revelado que a "Trindade" refere-se ao verdadeiro número do mal, três, referenciando a Terra-3.

## Títulos
No Brasil, a saga completa foi publicada pela Editora Panini entres os meses de abril e junho de 2014 nas revistas mensais de Constantine e Liga da Justiça.
| EUA - DC COMICS | EUA - DC COMICS | EUA - DC COMICS                                     |            | BRASIL - PANINI COMICS | BRASIL - PANINI COMICS                   | BRASIL - PANINI COMICS |
| PUBLICAÇÃO      | LANÇAMENTO      | TÍTULO ORIGINAL                                     | LANÇAMENTO | TÍTULO                 | HISTÓRIAS ORIGINAIS                      |                        |
| July 3, 2013    | SET 2013        | Prelude: Trinity of Sin: Pandora #1                 | ABR 2014   | CONSTANTINE 3          | Trinity of Sin: Pandora #1               |                        |
| July 10, 2013   | SET 2013        | Part 1: Justice League #22                          | ABR 2014   | LIGA DA JUSTIÇA 22     | Part 1: Justice League #22               |                        |
| July 17, 2013   | SET 2013        | Part 2: Justice League of America #6                | ABR 2014   | LIGA DA JUSTIÇA 22     | Part 2: Justice League of America #6     |                        |
| July 24, 2013   | SET 2013        | Part 3: Justice League Dark #22                     | ABR 2014   | CONSTANTINE 3          | Part 3: Justice League Dark #22          |                        |
| July 24, 2013   | SET 2013        | Constantine #5                                      | ABR 2014   | CONSTANTINE 3          | Constantine #5                           |                        |
| July 31, 2013   | SET 2013        | Trinity of Sin: Pandora #2                          | MAI 2014   | CONSTANTINE 4          | Trinity of Sin: Pandora #2               |                        |
| August 7, 2013  | OUT 2013        | Interlude: Trinity of Sin: The Phantom Stranger #11 | ABR 2014   | LIGA DA JUSTIÇA 22     | Trinity of Sin: The Phantom Stranger #11 |                        |
| August 14, 2013 | OUT 2013        | Part 4: Justice League of America #7                | MAI 2014   | LIGA DA JUSTIÇA 23     | Part 4: Justice League of America #7     |                        |
| August 21, 2013 | OUT 2013        | Part 5: Justice League Dark #23                     | MAI 2014   | CONSTANTINE 4          | Part 5: Justice League Dark #23          |                        |
| August 21, 2013 | OUT 2013        | Trinity of Sin: Pandora #3                          | MAI 2014   | CONSTANTINE 4          | Trinity of Sin: Pandora #3               |                        |
| August 28, 2013 | OUT 2013        | Part 6: Justice League #23                          | JUN 2014   | LIGA DA JUSTIÇA 24     | Part 6: Justice League #23               |                        |